# Tarka tündérmadár
A tarka tündérmadár (Malurus lamberti) a madarak osztályának verébalakúak (Passeriformes) rendjébe és a tündérmadárfélék (Maluridae) családjába tartozó faj.

## Rendszerezése
A fajt Nicholas Aylward Vigors és Thomas Horsfield írták le 1827-ben.

## Alfajai
- Malurus lamberti rogersi – Mathews, 1912
- Malurus lamberti dulcis – Mathews, 1908
- Malurus lamberti bernieri – Ogilvie-Grant, 1909
- Malurus lamberti assimilis – North, 1901
- Malurus lamberti lamberti – Vigors & Horsfield, 1827[2]

## Előfordulása
Ausztrália keleti részén honos. Természetes élőhelyei a szubtrópusi és trópusi száraz és mediterrán típusú cserjések, sziklás környezetben. Állandó, nem vonuló faj.

## Megjelenése
Testhossza 15 centiméter, testtömege 8 gramm. A hím feje teteje és az arca világoskék színű, válla gesztenyebarna. Szárnya barna, hasa fehér. A tojó tollazata barnás színű.
|  |  |

## Életmódja
Tápláléka rovarokból és kis magvakból áll.

## Szaporodása
Párzási ideje egész évre kiterjed. Fészke ovális alakú, mely fűből van megépítve egy kisebb fára. A tojó egyedül készíti a fészket, és költi a tojásokat. Fészekalja 3–4 tojásból áll.

## Természetvédelmi helyzete
Az elterjedési területe nagyon nagy, egyedszáma pedig stabil. A Természetvédelmi Világszövetség Vörös listáján nem fenyegetett fajként szerepel.